# Villa Vaca Guzmán (gemeente)
Villa Vaca Guzmán (vroeger: Muyupampa) is een gemeente (municipio) in de Boliviaanse provincie Luis Calvo in het departement Chuquisaca. De gemeente telt naar schatting 10.334 inwoners (2018). De hoofdplaats is Villa Vaca Guzmán.

## Indeling
- Cantón Iguembe - 38 gemeenschappen - 2.446 inwoners (2001)
- Cantón Sapirangui - 22 gemeenschappen - 1.450 inw.
- Cantón Ticucha - 41 gemeenschappen - 3.524 inw.
- Cantón Villa Vaca Guzmán - 22 gemeenschappen - 3.328 inw.